# Lijst van Nederlandse ruimtevaarders
Nederland is het geboorteland van drie ruimtevaarders. Een van hen ging naar de ruimte als Amerikaans staatsburger. Twee gingen naar de ruimte met een Amerikaanse Spaceshuttle, een van hen gebruikte een Russische Sojoez-capsule. Ruimtetoeristen worden door de Amerikaanse luchtvaartautoriteit FAA niet erkend als ruimtevaarder, maar beschouwd als passagier en zodoende niet in de lijst opgenomen.

## Lodewijk van den Berg
De eerste in Nederland geboren persoon die naar de ruimte ging, was Lodewijk van den Berg. Hij werd geboren op 24 maart 1932 in Sluiskil (Zeeland). Van den Berg werd gelanceerd met spaceshuttle Challenger op 29 april 1985 als een Payload Specialist van missie STS-51-B. Tijdens de missie van zeven dagen voerde Van den Berg verschillende experimenten uit op het gebied van kristalgroei.
Als gevolg van de Rijkswet op het Nederlanderschap werd bij Van den Berg ongewild zijn Nederlanderschap afgenomen toen hij naturaliseerde als Amerikaans staatsburger. Daardoor had hij ten tijde van zijn vlucht geen Nederlands nationaliteit meer en was dus niet officieel de eerste Nederlander in de ruimte.

## Wubbo Ockels
De tweede in Nederland geboren astronaut en de eerste Nederlandse staatsburger in de ruimte was Wubbo Ockels (1946-2014). Hij werd geboren in Almelo (Overijssel). Ockels werd op 30 oktober 1985 - slechts een halfjaar na Van den Berg - gelanceerd met het ruimteveer Challenger. Hij was Payload Specialist van missie STS-61-A en was verantwoordelijk voor het verloop van meer dan 75 experimenten. De missie duurde zeven dagen.

## André Kuipers

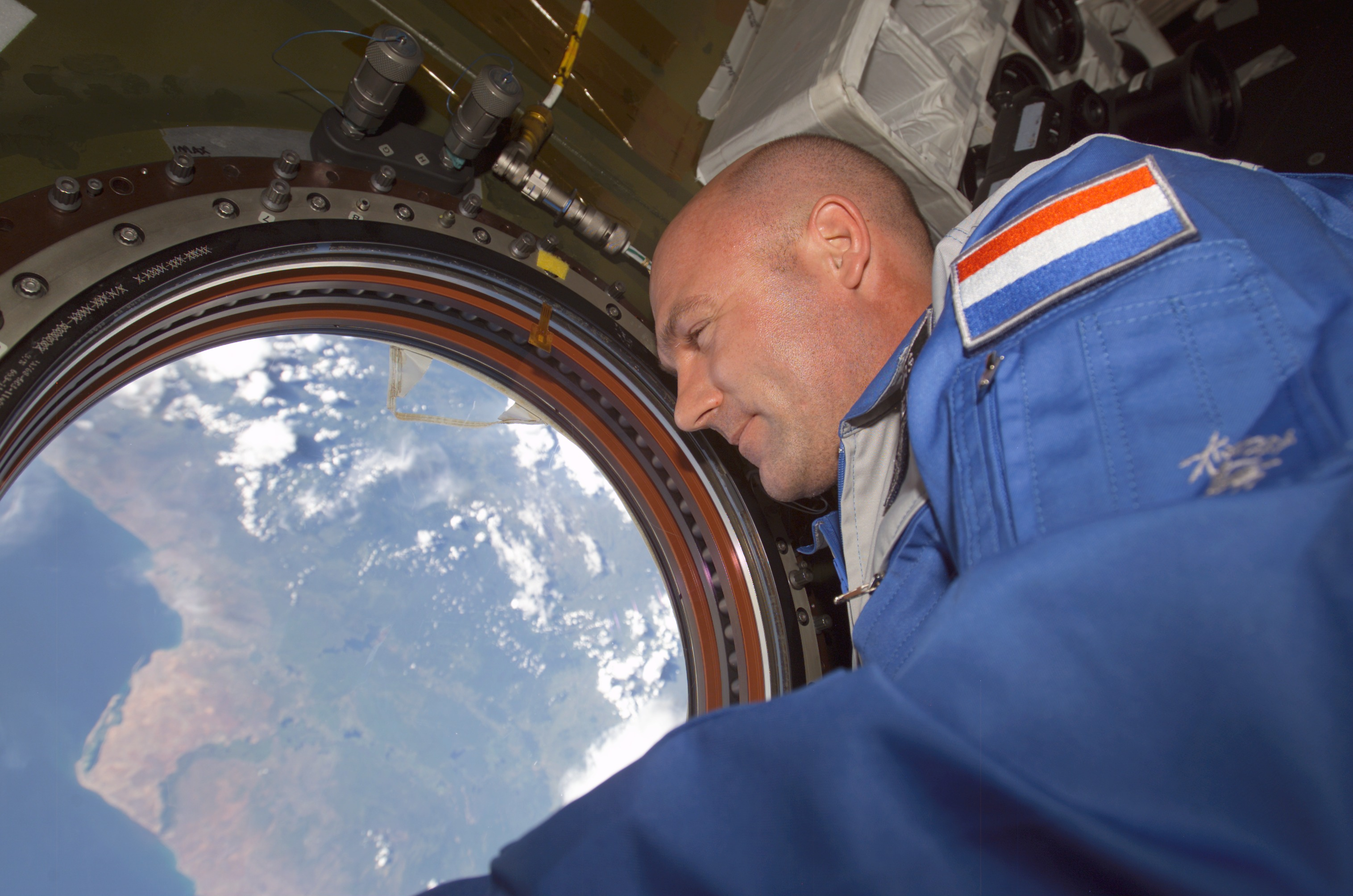
Kuipers in het ruimtestation ISS

De derde in Nederland geboren persoon en de tweede Nederlandse staatsburger die naar de ruimte ging, was André Kuipers. Hij werd geboren op 5 oktober 1958 in Amsterdam. Kuipers ging in tegenstelling tot zijn twee voorgangers met een Russische Sojoez-capsule de ruimte in: Sojoez TMA-4. Tijdens de vlucht van elf dagen naar het internationale ruimtestation in 2004 voerde Kuipers eenentwintig experimenten uit.
Kuipers is de enige nog actieve Nederlandse astronaut. Hij was de reserve van de Belgische astronaut Frank De Winne, die in mei 2009 gelanceerd werd en in november 2009 teruggekeerd is. In augustus 2009 werd bekend dat Kuipers officieel geselecteerd was voor ISS-Expedities 30 en 31. Zijn tweede missie in de ruimte duurde van 21 december 2011 tot en met 1 juli 2012. Ook is Andé Kuipers veel te zien op TV waar hij uitleg geeft en informeert over zijn missies in de ruimte.